# Grand Hôtel (Stockholm)
 For alternative betydninger, se Grand Hôtel. (Se også artikler, som begynder med Grand Hôtel)
Grand Hôtel er et femstjernet luksushotel etableret i 1874 og beliggende på Blasieholmen i det centrale Stockholm i Sverige.
Hotellet disponerer over flere tilstødende ejendomme og rummer 300 værelser, heraf 31 suiter, 24 konference- og selskabslokaler, cocktailbar, to restauranter, hvoraf den ene drives af den velkendte kok Mathias Dahlgren og som har to Michelin-stjerner, samt en helseklub (Nordic Spa & Fitness). Hotellet er kongelig svensk hofleverandør og det eneste svenske medlem af The Leading Hotels of the World og ejes via The Grand Group af Investor AB.